# Anton Gerhart

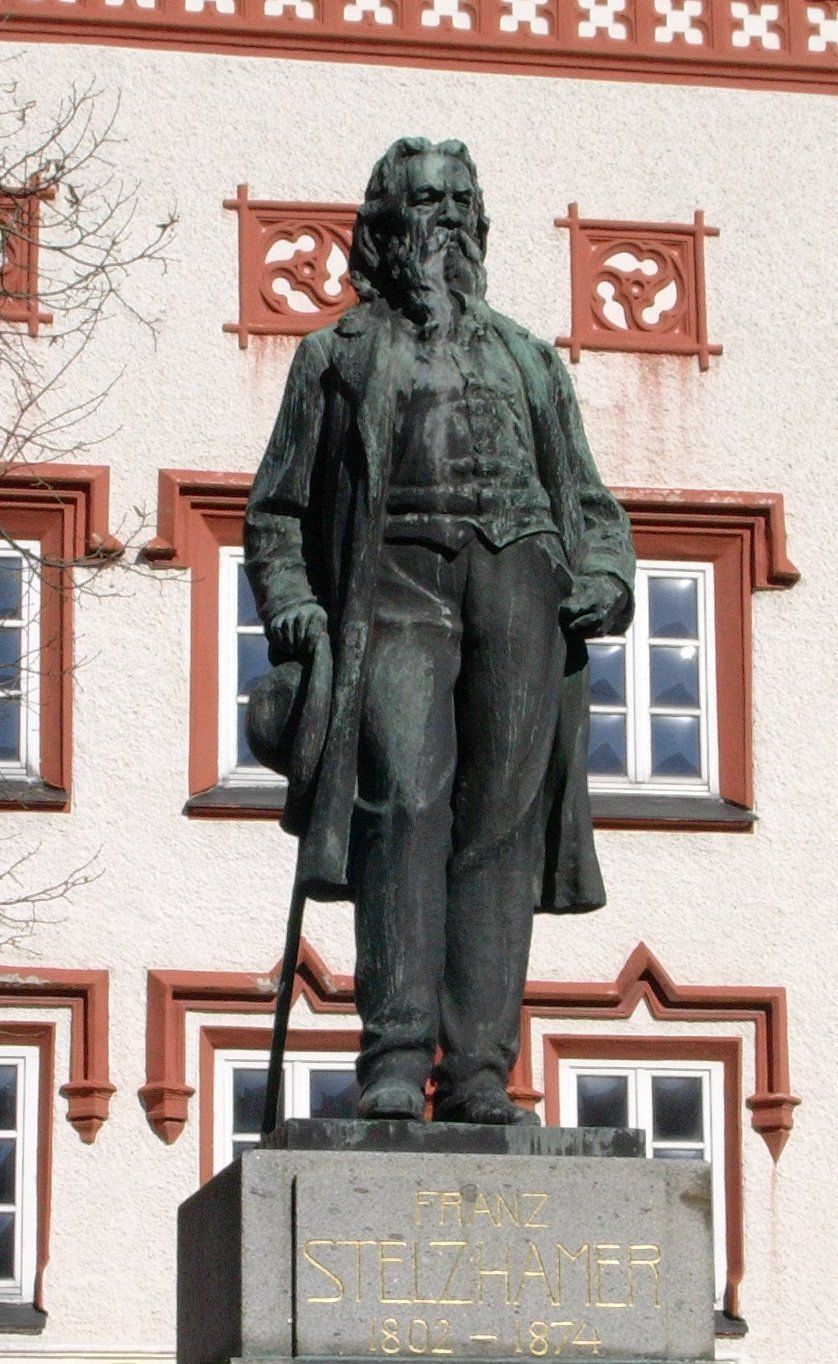
Das Franz-Stelzhamer-Denkmal in Ried im Innkreis

Anton Franz Johann Gerhart (* 1. November 1879 in Gmunden, Oberösterreich; † 22. Februar 1944 ebenda) war ein österreichischer Bildhauer und Plakettenkünstler.

## Leben
Anton Gerhart verbrachte seine Lehrzeit bei dem Holzbildhauer Josef Untersberger sen. (1835–1912) in Gmunden, ehe er nach Wien übersiedelte, wo er an der dortigen Wiener Kunstgewerbeschule von dem bekannten Bildhauer Arthur Strasser ausgebildet wurde. Er schuf Kriegerdenkmäler, wie etwa jenes in Bad Goisern. Darüber hinaus schuf er eine Reihe von Grabdenkmälern. Weiters führte er eine Statue der Justitia für das Rathaus in Gmunden und das Denkmal für Franz Stelzhamer in Ried im Innkreis aus.
Neben den genannten Arbeiten schuf Gerhart auch zahlreiche Bildnisbüsten. Er gehörte dem 1905 gegründeten Künstlerverband der österreichischen Bildhauer an. Während des Ersten Weltkriegs führte Anton Gerhart zwei Wehrmänner in Eisen aus. Einer davon befindet sich in Form eines Kaiser-Maximilian-Standbildes in Wels, der andere steht in seiner Heimatgemeinde Gmunden. Beide wurden 1915 enthüllt.
1942 nahm er mit einer Statuette an der Großen Deutschen Kunstausstellung teil.

## Werke (Auszug)
- Eiserner Wehrmann, 1915, Zinnguss schwarz lackiert, 8 × 6,5 × 25 cm, Heeresgeschichtliches Museum, Wien
- Geier, Ausstellung der Wiener Kunstgewerbeschule 1903 (Tierstudie, 1 Meter 72 Zentimeter hoch)[4]